# Kunduz
Kunduz je grad u sjevernom Afganistanu, glavni grad provincije Kunduz. Ponekad se piše kao Kundûz, Qonduz, Qondûz, Konduz, Kondûz, Kondoz ili Qhunduz. Grad ima 304 600 stanovnika i peti je najveći grad u Afganistanu. Nalazi se u povjesnom Tokharistanu u regiji Baktriji. Autocestom je povezan s Mazar-e Šarifom na zapadu, Kabulom na jugu i Shir Khan Bandarom na sjeveru. Nadmorska visina na kojoj se nalazi grad iznosi 391 metar.

## Povijest
Kunduz je nalazište antičkog grada Drapsake.U 3. st. bio je centar budističkog učenja i vrlo uspješan. Sve do vremena Timurida u 14. st. nazivao se Walwalij. U 18. i 19. st. bio je glavni grad ponekad neovisnog, ponekad autonomnog uzbečko-tadžičkog kanata koji je 1820-ih obuhvaćao područje od Khulma do Pamira. Taj kanat je 1859. uništila afganistanska vojska. U 20. st. pod vladavinom Sher Khan Nashira Kunduz postaje jedna od najbogatijih provincija Afganistana. Razlog tome osnutak je Spinzara, kompanije za proizvodnju pamuka.

## Demografija
Kunduz ima 304 600 stanovnika. Većinsku etničku grupu čine Paštunci, a manje grupe su Tadžici, Uzbeci, Hazarari i Turkmeni. Arapi koji žive u Kunduzu deklariraju se tako, ali ne govore arapskim, već iranskim jezikom. To deklariranje bazirano je na njihovu plemenskom identitetu i potječe još od seobe Arapa na istok iz Arabije u 7. i 8. st.